# Terence Stamp

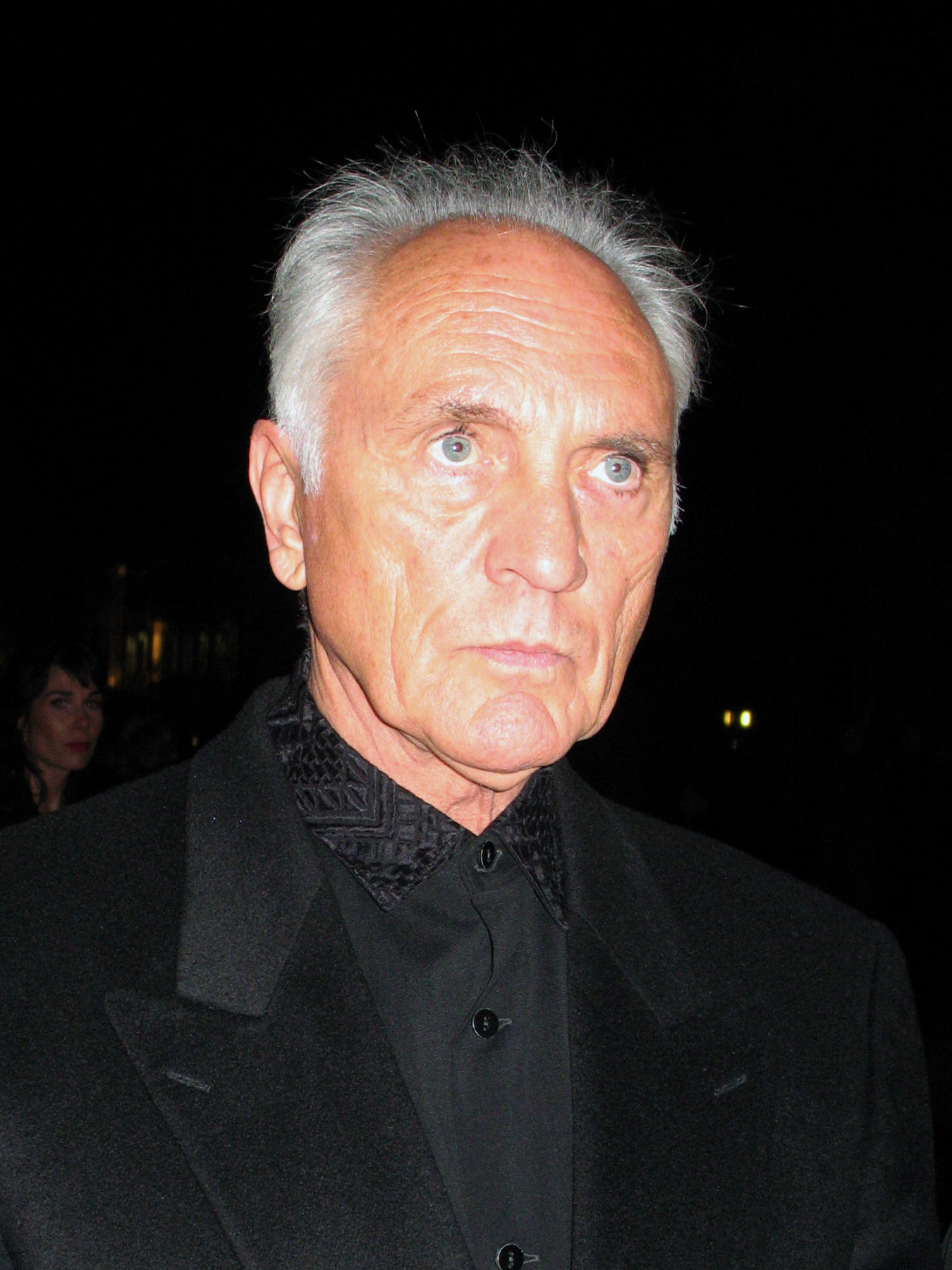
Terence Stamp (2009)

Terence Stamp (* 22. Juli 1938 im Londoner Stadtteil Stepney; † 17. August 2025) war ein britischer Schauspieler. 
Stamp erhielt bereits für sein Filmdebüt in Die Verdammten der Meere (1962) einen Golden Globe Award sowie eine Oscar-Nominierung, danach zählte er zu den Stars des britischen Kinos der 1960er-Jahre. Später erreichte ein Comeback als Charakterdarsteller sowohl in Hollywood-Filmen (u. a. Superman) als auch Independentproduktionen (u. a. Priscilla – Königin der Wüste).

## Leben
Stamp entstammte einer Londoner Arbeiterfamilie; sein Vater war Schiffsheizer. Er arbeitete nach seinem Schulabschluss zunächst als Angestellter in mehreren Werbeagenturen. Schon seit er in seiner Kindheit Gary Cooper in dem Film Drei Fremdenlegionäre gesehen hatte, interessierte er sich jedoch besonders für die Schauspielerei. Er erhielt ein Schauspielstipendium für die Webber Douglas Academy of Dramatic Art, wo ihm auch der Cockney-Akzent abtrainiert wurde. Nach dem Abschluss der Schauspielschule arbeitete er zunächst mehrere Jahre als Theaterschauspieler an Regionalbühnen.
Seine erste große Filmrolle im Jahr 1962 brachte ihm zugleich den Durchbruch: in Die Verdammten der Meere von Peter Ustinov, einer Filmadaption des Romans Billy Budd von Herman Melville, spielte er die zentrale Rolle des attraktiven Matrosen Billy Budd. Hierfür wurde er für einen Oscar als Bester Nebendarsteller nominiert sowie mit dem Golden Globe Award als Bester Nachwuchsdarsteller ausgezeichnet. Zwei Jahre später verkörperte er einen psychisch kranken Mörder in dem Film Der Fänger und wurde dafür bei den Filmfestspielen von Cannes 1965 als Bester Darsteller ausgezeichnet. 1967 spielte er an der Seite seiner zeitweiligen Lebensgefährtin Julie Christie in der Thomas-Hardy-Verfilmung Die Herrin von Thornhill. 1968 beeindruckte er in Teorema – Geometrie der Liebe unter Regie von Pier Paolo Pasolini als der schöne bisexuelle Gast einer wohlhabenden Familie, der sein eigenes Spiel mit dieser treibt. In dieser Zeit arbeitete Stamp neben Pasolini mit weiteren renommierten Regisseuren wie William Wyler, Joseph Losey, Ken Loach, John Schlesinger und Federico Fellini.

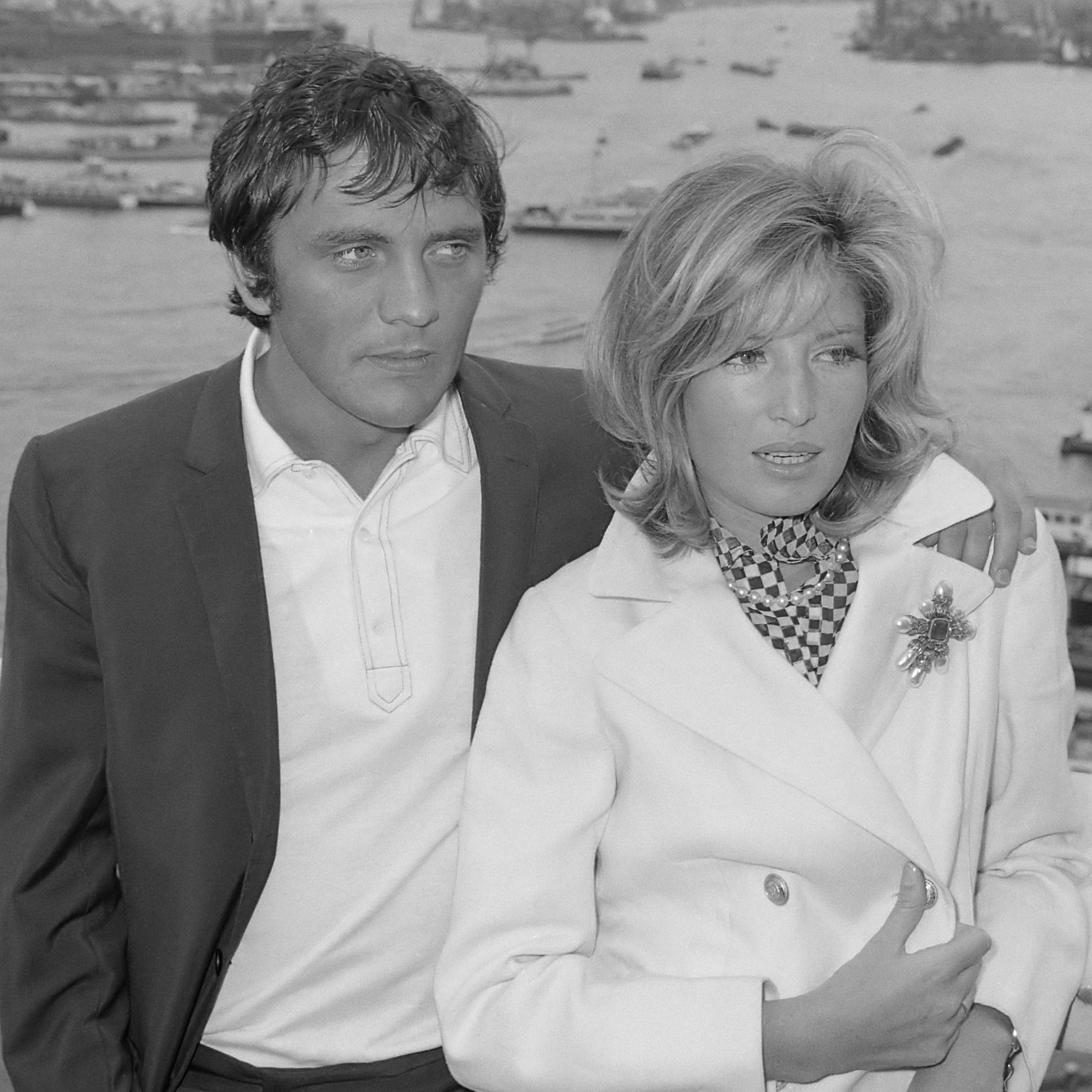
Terence Stamp mit Monica Vitti in Modesty Blaise (1965)

Stamp galt als eines der prägenden Gesichter der Swinging Sixties in London, doch mit dem Ende dieses Jahrzehnts wurden die Rollenangebote weniger. In den 1970er-Jahren spielte er in weniger beachteten Produktionen. Gegen Ende der 1970er-Jahre gelang ihm ein Comeback, woraufhin er sich verstärkt auf Charakterrollen verlegte. In den Filmen Superman (1978) und Superman II (1980) verkörperte er den Bösewicht General Zod. In der auf Superman basierenden Fernsehserie Smallville gab er der Figur von Jor El seine Stimme.

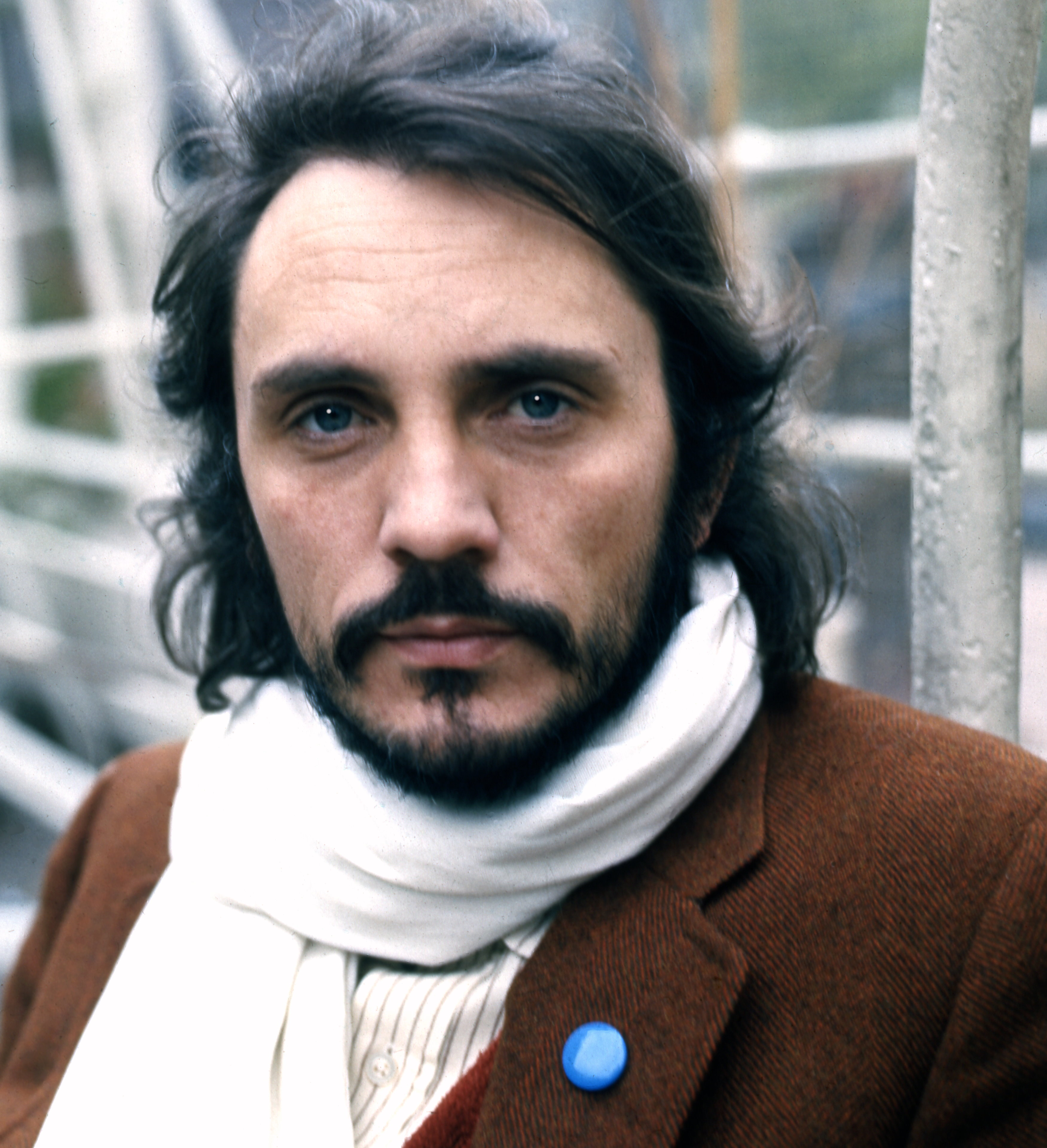
Terence Stamp (1973)

In den 1980er-Jahren spielte Stamp unter anderem in der Komödie Staatsanwälte küßt man nicht (1986) neben Robert Redford, Debra Winger und Daryl Hannah sowie dem mit dem Oscar prämierten Filmdrama Wall Street (1987) neben Michael Douglas und Charlie Sheen. 1994 stand er für den Überraschungserfolg Priscilla – Königin der Wüste neben Hugo Weaving und Guy Pearce in der Rolle einer transsexuellen Dragkünstlerin vor der Kamera. Mit dem Film The Limey von Steven Soderbergh (1999) und seiner Darstellung eines verschrobenen Ex-Strafgefangenen errang Stamp einen großen Achtungserfolg. Stamp wurde für die beste männliche Hauptrolle mit dem Satellite Award ausgezeichnet, außerdem für den Independent Spirit Award 2000 und als bester britischer Schauspieler für den London Critics’ Circle Film Award nominiert.
Auch im 21. Jahrhundert pendelte Stamp zwischen Auftritten im Independentfilm und Nebenrollen in starbesetzten Hollywood-Produktionen. 1999 verkörperte er den Kanzler Finis Valorum in Star Wars: Episode I – Die dunkle Bedrohung, nachfolgend spielte er unter anderem in Hollywood in Die Geistervilla (2003), Wanted und Der Ja-Sager (beide 2008). In Operation Walküre – Das Stauffenberg-Attentat spielte er an der Seite von Tom Cruise die historische Rolle des Generals Ludwig Beck. Unter Regie von Tim Burton war er in Big Eyes (2014) und Die Insel der besonderen Kinder (2016) zu sehen. Eine seiner wenigen Film-Hauptrollen in den 2000er und 2010er Jahren hatte er 2012 an der Seite von Vanessa Redgrave als ihr grummeliger Ehemann, der ihren baldigen Tod verkraften muss, in der Tragikomödie Song for Marion.  Sein Schaffen für Film und Fernsehen umfasst mehr als 90 Produktionen. Zuletzt übernahm er eine kleine Rolle in Last Night in Soho aus dem Jahr 2021.
Stamp hatte im deutschsprachigen Raum keinen Standardsprecher und wurde unter anderem von Friedhelm Ptok, Reinhard Glemnitz, Friedrich G. Beckhaus, Harry Wüstenhagen, Arne Elsholtz, Ronald Nitschke, Bodo Wolf, Hans-Werner Bussinger, Lothar Blumhagen und Kaspar Eichel synchronisiert.
In den 1960er Jahren war Stamp mit dem Model Jean Shrimpton und später mit der Schauspielerin Julie Christie liiert. Eine 2002 geschlossene Ehe mit Elizabeth O’Rourke wurde 2008 wieder geschieden. Stamp starb im August 2025 im Alter von 87 Jahren.

## Auszeichnungen
- 1963: Golden Globe Award als Bester Nachwuchsdarsteller für Die Verdammten der Meere
- 1963: Oscar-Nominierung als Bester Nebendarsteller für Die Verdammten der Meere
- 1963: BAFTA-Nominierung als Bester Nachwuchsdarsteller  für Die Verdammten der Meere
- 1965: Bester Darsteller bei den Filmfestspielen von Cannes 1965 für Der Fänger
- 1995: Golden-Globe-Award-Nominierung als Bester Hauptdarsteller – Komödie oder Musical für Priscilla – Königin der Wüste
- 1995: BAFTA-Nominierung als Bester Hauptdarsteller für Priscilla – Königin der Wüste
- 1999: Satellite Award als Bester Hauptdarsteller für The Limey
- 2000: Independent-Spirit-Award-Nominierung als Bester Hauptdarsteller für The Limey
- 2012: Mary Pickford Award bei den Satellite Awards für sein Lebenswerk

## Filmografie
- 1960: Spy-Catcher (Fernsehserie, Folge 2x06)
- 1962: Spiel mit dem Schicksal (Term of Trial)
- 1962: Die Verdammten der Meere (Billy Budd)
- 1965: Der Fänger (The Collector)
- 1966: Modesty Blaise – Die tödliche Lady (Modesty Blaise)
- 1967: Die Herrin von Thornhill (Far from the Madding Crowd)
- 1967: Poor Cow – Geküßt und geschlagen (Poor Cow)
- 1968: Inferno am Fluß (Blue)
- 1968: Außergewöhnliche Geschichten (Histoires extraordinaires)
- 1968: Teorema – Geometrie der Liebe (Teorema)
- 1968: Toby Dammit
- 1970: Das Zweite Leben des Mr. Soames (The Mind of Mr. Soames)
- 1971: Una stagione all’inferno
- 1975: Hu-Man
- 1975: Ein göttliches Geschöpf (Divina creatura)
- 1977: Striptease
- 1977: Black-Out
- 1978: Der Dieb von Bagdad (The Thief of Baghdad, Fernsehfilm)
- 1978: Superman
- 1979: Gurdjieff – Begegnungen mit bemerkenswerten Menschen (Meetings with Remarkable Men)
- 1979: Amo non amo
- 1979: Licanthropus, il figlio della notte
- 1980: Superman II – Allein gegen alle (Superman II)
- 1981: Die Reise zur Insel des Grauens (Misterio en la isla de los monstruos)
- 1982: Das Vatikan-Komplott (Morte in Vaticano)
- 1983: The Bloody Chamber (Kurzfilm)
- 1983: Chessgame (Fernsehserie, 6 Folgen)
- 1984: All the World’s a Stage (Miniserie)
- 1984: The Hit
- 1984: Die Zeit der Wölfe (The Company of Wolves)
- 1986: Link – Der Butler (Link)
- 1986: Staatsanwälte küßt man nicht (Legal Eagles)
- 1986: Hud
- 1986: The Alamut Ambush (Fernsehfilm)
- 1986: Cold War Killers (Fernsehfilm)
- 1986: The Deadly Recruits (Fernsehfilm)
- 1987: Der Sizilianer (The Sicilian)
- 1987: Wall Street
- 1988: Young Guns
- 1988: Spacecop L.A. 1991 (Alien Nation)
- 1990: Risky Game (Genuine Risk)
- 1990: Stranger in the House
- 1991: Beltenebros
- 1993: Karen McCoy – Die Katze (The Real McCoy)
- 1994: Priscilla – Königin der Wüste (The Adventures of Priscilla, Queen of the Desert)
- 1996: Die Uri Geller-Story (Mindbender, Fernsehfilm)
- 1996: Tiré à part
- 1997: Love Walked In – Tödliches Spiel (Love Walked In)
- 1997: Bliss – Im Augenblick der Lust (Bliss)
- 1997–1998: Begierde – The Hunger (The Hunger, Fernsehserie, 22 Folgen)
- 1998: Kiss the Sky
- 1999: The Limey
- 1999: Star Wars: Episode I – Die dunkle Bedrohung (Star Wars Episode I: The Phantom Menace)
- 1999: Bowfingers große Nummer (Bowfinger)
- 2000: Red Planet
- 2001: Meine Frau, die Schauspielerin (Ma femme est une actrice)
- 2001: Revelation
- 2002: Voll Frontal (Full Frontal)
- 2003: His Dark Materials (Fernsehserie, 3 Folgen)
- 2003: Static Shock (Fernsehserie, Folge 3x15, Stimme von Dennis)
- 2003: Partyalarm – Finger weg von meiner Tochter (My Boss’s Daughter)
- 2003: The Kiss
- 2003: Die Geistervilla (The Haunted Mansion)
- 2003–2011: Smallville (Fernsehserie, 23 Folgen, Stimme von Jor-El)
- 2004: My Boss’s Daughter: Outtakes (Kurzfilm)
- 2005: Elektra
- 2005: Geliebte Lügen (Separate Lies)
- 2005: Dead Fish
- 2006: These Foolish Things
- 2006: 9/11 – Die letzten Minuten im World Trade Center (9/11: The Twin Towers, Stimme von Narrator)
- 2007: September Dawn
- 2008: Wanted
- 2008: Get Smart
- 2008: Flowers and Weeds (Kurzfilm)
- 2008: Der Ja-Sager (Yes Man)
- 2008: Operation Walküre – Das Stauffenberg-Attentat (Valkyrie)
- 2010: Ultramarines: A Warhammer 40,000 Movie (Stimme von Cpt. Severus)
- 2011: Der Plan (The Adjustment Bureau)
- 2012: Song for Marion
- 2012: One Square Mile: London (Kurzfilm, Stimme von Clarence)
- 2013: Song for Marion: Deleted Scenes (Kurzfilm)
- 2013: The Art of the Steal – Der Kunstraub (The Art of the Steal)
- 2014: Big Eyes
- 2016: Crow – Rächer des Waldes (Crow)
- 2016: The Krays: The Prison Years (Fernsehfilm)
- 2016: Die Insel der besonderen Kinder (Miss Peregrine’s Home for Peculiar Children)
- 2017: Holodomor – Bittere Ernte (Bitter Harvest)
- 2017: Das krumme Haus (Crooked House)
- 2018: Viking Destiny
- 2019: Murder Mystery
- 2020: His Dark Materials (Fernsehserie, Folge 2x04)
- 2021: Last Night in Soho